# Stazione di Dublino Pearse

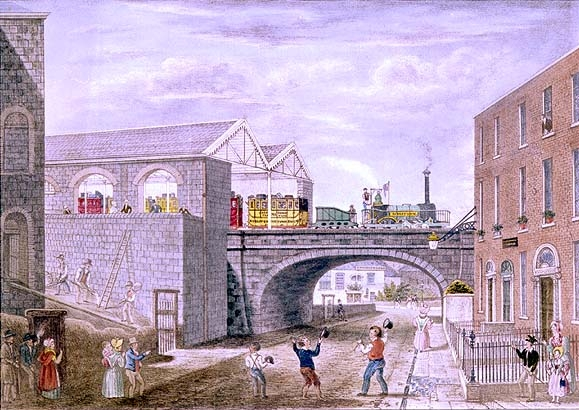
La stazione di Dublino Pearse nel 1834

La stazione di Dublino Pearse (in inglese Dublin Pearse railway station, in gaelico Stáisiún na bPiarsach) è una stazione ferroviaria che fornisce servizio a Dublino, contea di Dublino, Irlanda. Fu aperta il 17 dicembre 1834. Attualmente le linee che vi passano sono il South West Commuter della Dublin Suburban Rail, la linea 1 e la Trans-Dublin della Dublin Area Rapid Transit e l'InterCity che collega Dublino e Rosslare. È la più trafficata dell'intero paese.

## Servizi
La stazione ha due binari in uso regolare. Fino al 2007 un terzo binario era usato occasionalmente per servizi straordinari e un quarto, inagibile per treni passeggeri, veniva sfruttato come binario di raccordo. Un ultimo binario, il numero 5, un tempo esistente e ora modificato in un parcheggio fu utilizzato per girare scene di molti film tra cui Michael Collins, Le ceneri di Angela, Nora e il remake di Lassie. Nell'estate del 2008 il binario 3 fu eliminato in parte, mentre il binario 4 fu accorciato. La stazione ha un bar nel lato meridionale, oltre agli uffici dirigenziali della Iarnród Éireann, che si occupano dei servizi DART e Commuter, e ai servizi igienici.

## Modifiche

### Passate
Fu cambiata la facciata d'entrata alla stazione che è stata dotata di scale mobili. Il vecchio negozio è stato completamente eliminato dalla struttura e i vecchi tornelli sono stati rimossi. La stazione fu dotata anche di un impianto di videosorveglianza con telecamere CCTV e sul binario 2 è stata realizzata anche una nuova e più ampia sala d'attesa. 

### Future
Sono iniziati i lavori per costruire un tunnel sotterraneo che colleghi questa stazione con quella di Connolly. Per questo progetto e anche per quello della metropolitana di Dublino, verrà costruita un'ulteriore stazione sotterranea con due binari. Verrà probabilmente realizzata una nuova entrata a sud, che sarà ultimata proprio prima della fine della costruzione del tunnel già citato.

## Servizi
- Servizi igienici
- Capolinea autolinee
- Biglietteria a sportello
- Biglietteria self-service
- Distribuzione automatica cibi e bevande

## Interscambi
- Linee dei bus: 
  - n. 48A da Ballinteer al centro della città (Hawkins St.)
  - n. 44C da Enniskerry al centro della città (Hawkins St.)